# Kebon Adem
Kebon Adem is een bestuurslaag in het regentschap Kendal van de provincie Midden-Java, Indonesië. Kebon Adem telt 2282 inwoners (volkstelling 2010).